# Iwan Poniedielnikow
Iwan Poniedielnikow – radziecki oficer, pułkownik ludowego Wojska Polskiego.
W czasie II wojny światowej był szefem wydziału kontrwywiadu Smiersz 6 Armii Lotniczej. Po odkomenderowaniu do ludowego Wojska Polskiego był od 10 września 1944 do grudnia 1945 zastępcą szefa Głównego Zarządu Informacji Wojska Polskiego.
W 1945 roku odkomenderowany do ZSRR.